# Anatomography

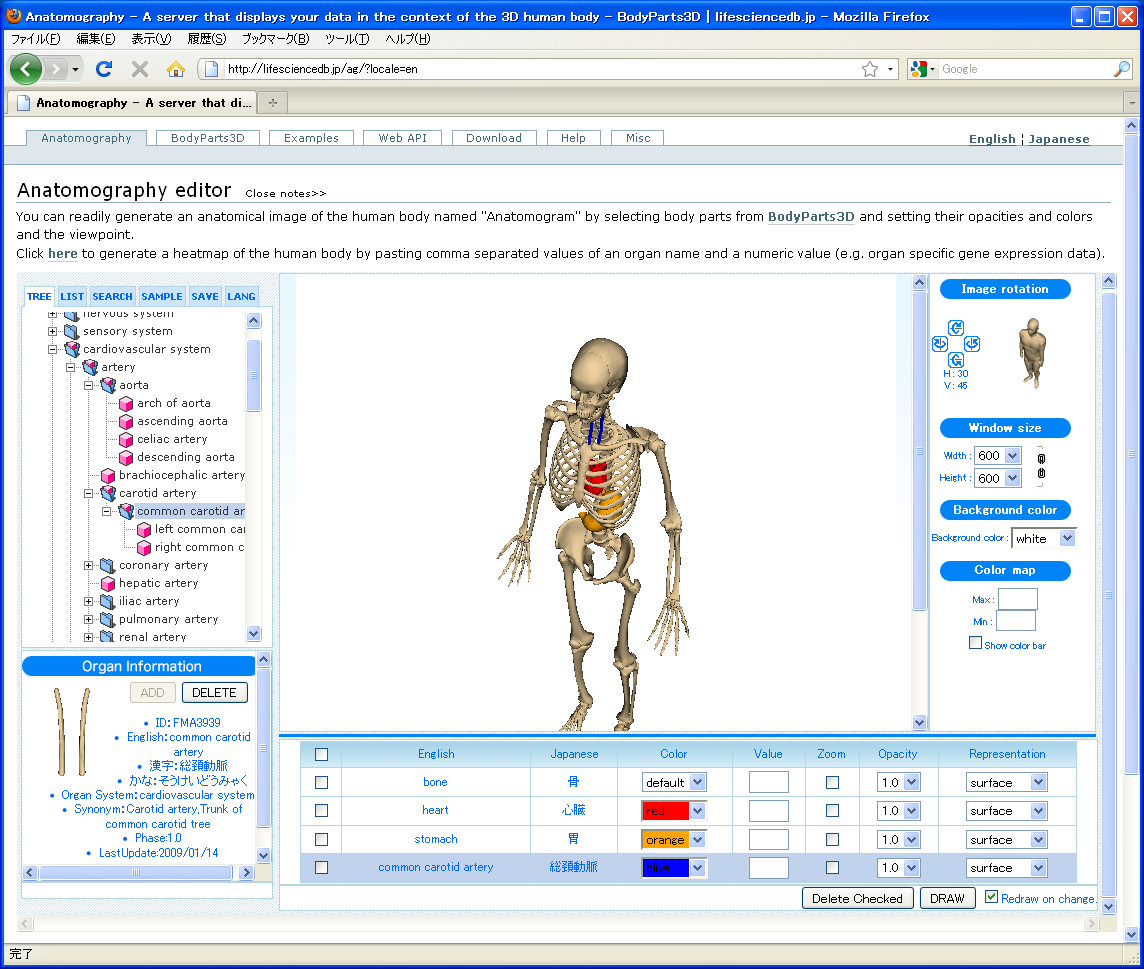
Anatomography screenshot

Anatomography ist eine interaktive Webseite, mit deren Hilfe sich anatomische schematische Darstellung und Animationen des menschlichen Körpers anfertigen lassen. Die Seite wird vom Database Center for Life Science (DBCLS), ein nicht-kommerzielles Forschungsinstitut an der Universität Tokio gepflegt. Werke, die mit Hilfe von Anatomography angefertigt werden und die 3D Polygon Daten (BodyParts3D), welche vom Server utilisiert werden, sind frei verfügbar. Sie stehen unter der Namensnennung, Weitergabe unter gleichen Bedingungen-Lizenz. Die Webseite  ist seit dem 9. Februar 2009 Online.

## Lizenz
Darstellungen, welche mit Anatomography generiert werden und die Gesamtheit der Polygondaten von BodyParts3D stehen unter der Creative Commons Lizenz, in der Hoffnung, die Allgemeinbildung über die menschliche Anatomie zu erweitern und zu demokratisieren.

## Verwendung
Bilder, die mit Hilfe der Polygon-Daten von BodyParts3D, Blender

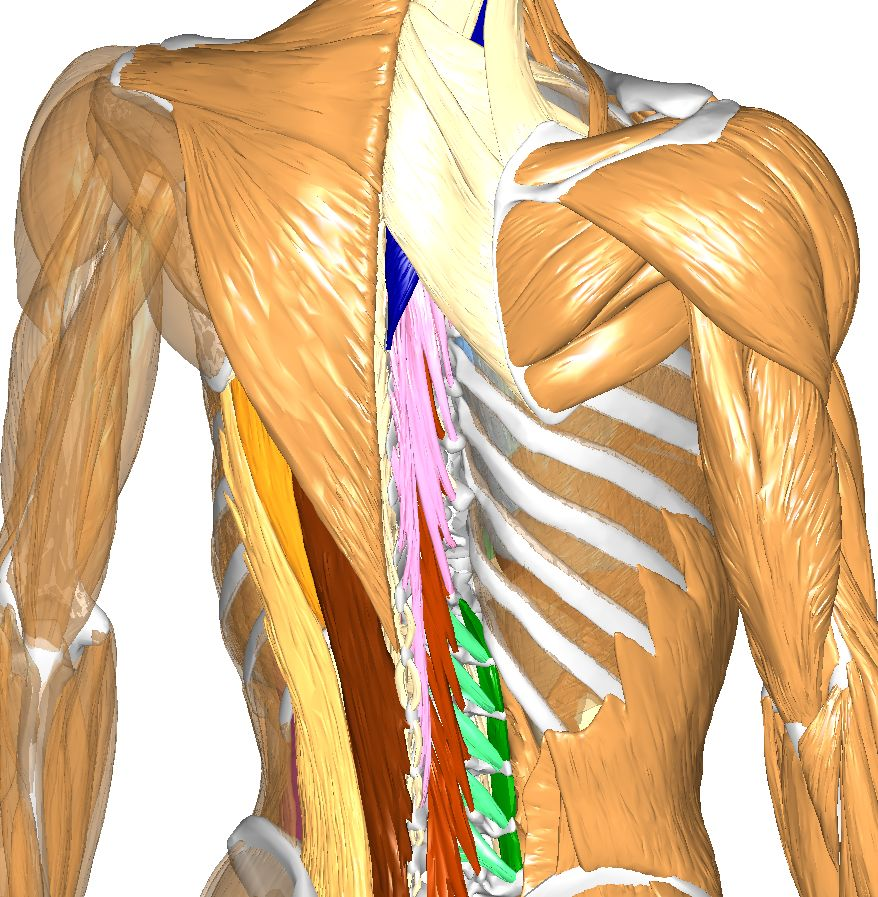
Knochen und Muskeln
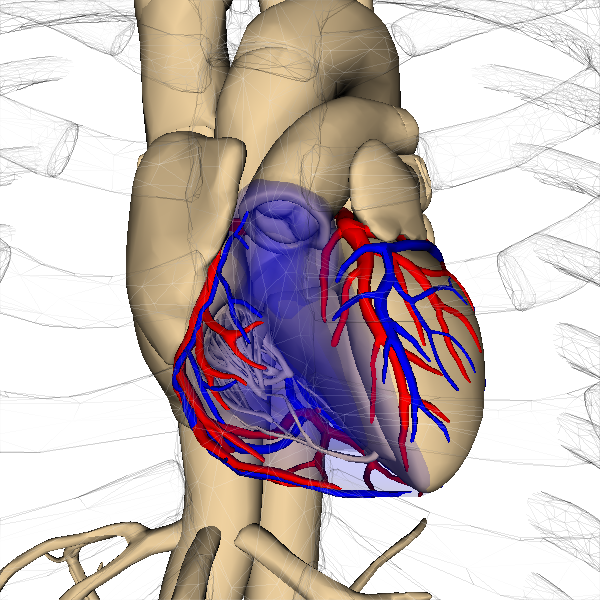
Herz mitsamt Herzkranzgefäßen
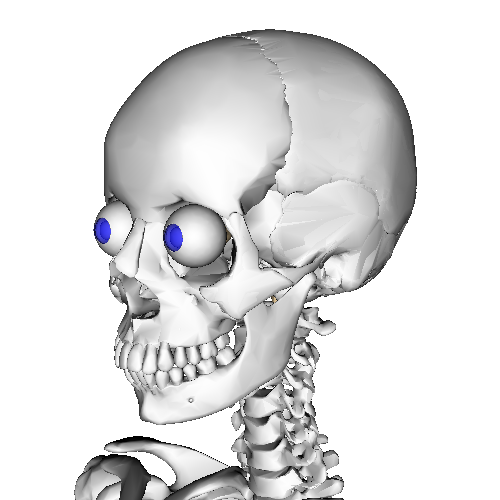
Schädel und Augäpfel
Menschliches Gehirn, Frontallappen eingefärbt.
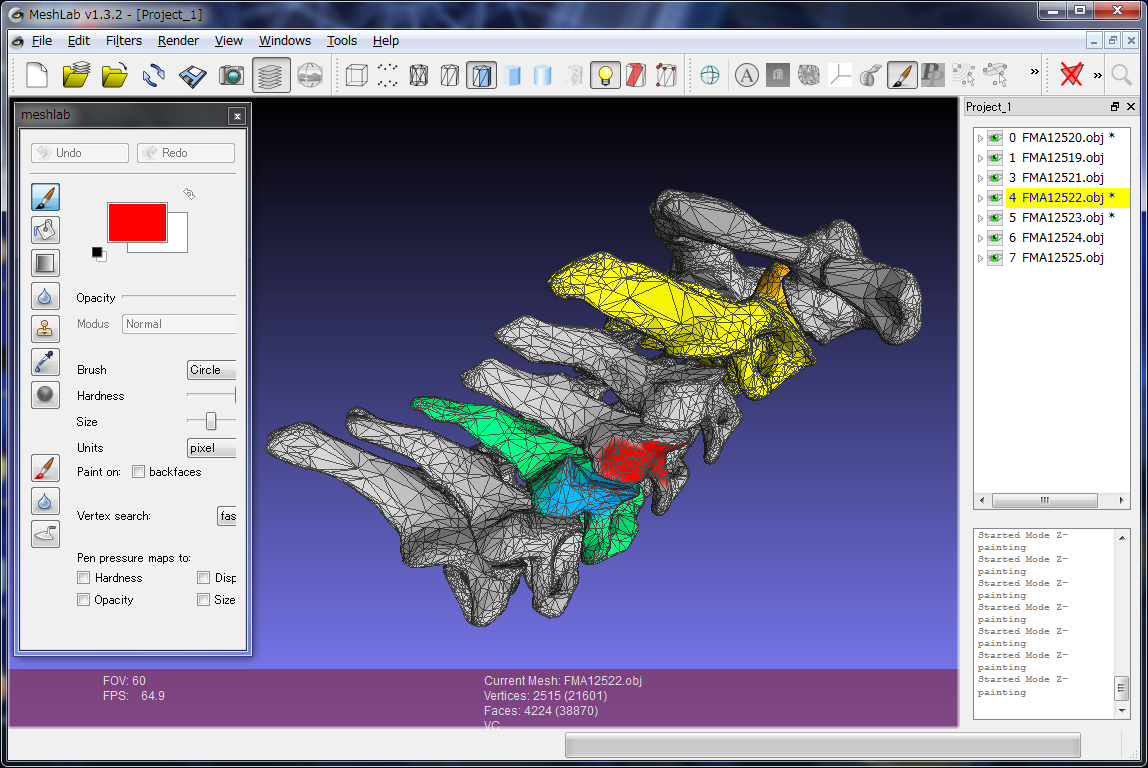
Eingefärbte Halswirbelknochen in MeshLab.
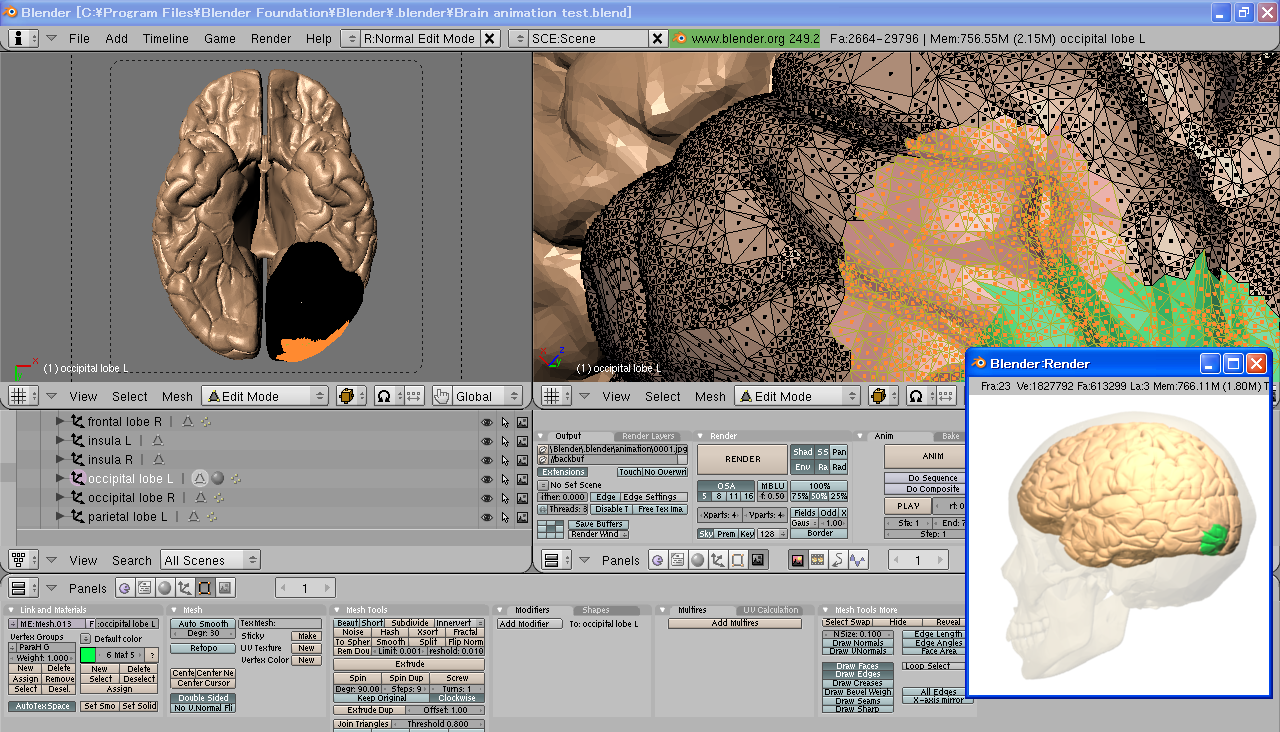
Runtergeladene BodyParts3D Polygon-Daten in Blender.
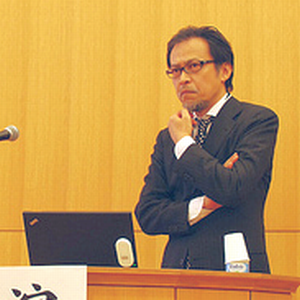
Chief director Kousaku Okuboauf der University Tokyo Konferenz.

## Finanzierung
Die Finanzierung des BodyParts3D/Anatomography-Projektes erfolgte während der Jahre 2007 bis 2010 durch das Ministerium für Bildung, Kultur, Sport, Wissenschaft und Technologie (Japan). Seit dem Jahr 2011 wird es vom JST (Japan Science and Technology Agency). finanziert.